# Harald Berg
Harald Johan "Dutte" Berg (født 9. november 1941 i Bodø, Norge) er en norsk tidligere fodboldspiller (midtbane) og -træner.
Berg tilbragte størstedelen af sin karriere i hjemlandet, hvor han repræsenterede både Bodø/Glimt i sin fødeby samt Lyn i Oslo. Han tilbragte også fire år i hollandske ADO Den Haag. I 1965 blev han topscorer i den bedste norske fodboldrække, Eliteserien.
For Norges landshold spillede Berg i perioden 1964-1974 43 kampe, hvori han scorede 12 mål.
Berg er far til en anden norsk landsholdsspiller i fodbold, Runar Berg.

## Titler
Eliteserien
- 1968 med Lyn

Norsk pokal
- 1967 og 1968 med Lyn
- 1975 med Bodø/Glimt